# Odpowiednie stosowanie prawa
Odpowiednie stosowanie prawa – rodzaj techniki legislacyjnej pozwalający na niejednokrotnie znaczne skrócenie długości tekstu danego aktu prawnego.
Odpowiednio stosować obowiązujące normy (przepisy) prawne do jakiegoś zakresu stanów faktycznych, jaki nie jest unormowany lub nie jest w całości unormowany innymi obowiązującymi normami (przepisami) prawnymi, każą nam w ten sposób brzmiący przepis prawa. 
„Odpowiednie stosowanie” oznacza tu, że normy (przepisy) prawne, jakie pierwotnie przewidziane są dla danego rodzaju stanów faktycznych, mają być stosowane w stanach faktycznych innego rodzaju:
- bądź w postaci niezmienionej lub niemalże niezmienionej (a więc wprost),
- bądź po poddaniu ich pewnym modyfikacjom,
- bądź wcale[1].

O tym, która z tych możliwości znajdzie swoje zastosowanie może decydować między innymi to, na ile stany faktyczne, które są normowane normami prawnymi, jakie mają zostać zastosowane odpowiednio, są podobne do stanów faktycznych, które mają zostać unormowane normami prawnymi, jakie zostają zapożyczone lub jakie powstaną w wyniku odpowiedniego stosowania prawa. Znaczenie może mieć tu też specyfika stanów faktycznych (stosunków społecznych), jakie mają zostać uregulowane, oraz cele i wartości, jakie są realizowane i chronione prawem, zwłaszcza za pośrednictwem norm prawnych, jakie mają być odpowiednio stosowane.